# Giovanna d'Arco (opera)
Giovanna d'Arco è un dramma lirico di Giuseppe Verdi, su libretto di Temistocle Solera, rappresentato per la prima volta il 15 febbraio 1845, tratto parzialmente dal dramma Die Jungfrau von Orleans (La Pulzella d'Orléans) di Friedrich Schiller.

## Primi interpreti
Gli interpreti e gli artisti coinvolti nella prima scaligera furono i seguenti:

| Personaggio                           | Interprete                                           |
| ------------------------------------- | ---------------------------------------------------- |
| Giovanna                              | Erminia Frezzolini                                   |
| Carlo VII                             | Antonio Poggi                                        |
| Giacomo                               | Filippo Colini                                       |
| Talbot                                | Francesco Lodetti                                    |
| Delil                                 | Napoleone Marconi                                    |
| Scene (architettura)                  | Alessandro Merlo Giovanni Fontana                    |
| Scene (paesaggio)                     | Giuseppe Boccaccio                                   |
| Maestro del coro                      | Antonio Cattaneo                                     |
| Maestro al cembalo                    | Giuseppe Verdi (per tre recite), poi Giacomo Panizza |
| Primo violino e direttore d'orchestra | Eugenio Cavallini                                    |

## Composizione e storia esecutiva
Dopo il discreto successo de I due Foscari al teatro Argentina, Verdi fu a Milano per un'opera vecchia e un'opera nuova. All'apertura della stagione di carnevale 1845 (ovvero il 26 dicembre 1844) provvidero I Lombardi alla prima crociata. Qualche settimana dopo, la sera del 15 febbraio 1845, andò in scena Giovanna d'Arco, che Temistocle Solera, su commissione del Teatro alla Scala, aveva tratto dal dramma di Schiller Die Jungfrau von Orleans. Solera ridusse a cinque i personaggi, che nel dramma di Schiller erano venticinque, e, mentre nel dramma originario Giovanna d'Arco si innamora di un nemico inglese, nell'adattamento di Solera la protagonista s'innamora del re francese Carlo VII. Il libretto di Solera è stato definito «un cumulo d'incongruenze e un'offesa continua al buon gusto artistico e alla verità storica». Verdi iniziò a comporre questa sua nuova opera il 9 dicembre 1844, e terminò la composizione il 6 gennaio 1845; iniziò a strumentarla il 12 gennaio, mentre erano già in corso le prove.
Gli interpreti principali erano Erminia Frezzolini, Antonio Poggi e Filippo Colini. L'opera ebbe all'esordio scaligero un buon successo e le recensioni dell'epoca registrano molti elogi soprattutto per la performance della Frezzolini. Venne poi rappresentata a Firenze (dove inizialmente non piacque), a Senigallia, dove ottenne grande successo di pubblico, e a Roma, dove il titolo fu cambiato in Orietta di Lesbo e l'ambientazione mutata per motivi di censura, intendendosi evitare di mettere in scena una santa cristiana.
Il 24 dicembre 1845 l'opera fu eseguita a Venezia, al Teatro La Fenice; il soprano era la cantante tedesca Sofia Loewe; per essa Verdi scrisse una nuova cavatina, oggi perduta.
L'esito della prima milanese, come si è detto, era stato molto buono. Ciononostante si verificarono dissidi di natura economica fra Verdi e l'impresario della scala, Bartolomeo Merelli, cosicché Verdi non scrisse più nessuna nuova opera per la Scala fino all'Otello (1887). Tuttavia la Giovanna d'Arco fu nuovamente eseguita alla Scala nel 1858 e poi ancora nel 1865; in quest'ultimo allestimento il soprano era Teresa Stolz. In generale, Verdi approvò le iniziative di allestire nuovamente questa opera solo quando si potesse contare su cantanti di valore non comune, quali appunto la Stolz o Adelina Patti.
Nel 1941, nel quarantesimo anniversario della morte del compositore, la Volksoper di Berlino mise in cartellone la Giovanna d'Arco, con un'iniziativa che aveva forse anche fini propagandistici anti-inglesi. Per l'occasione il musicologo Fritz Brust pubblicò, sul periodico nazista "Das Reich" del 2 febbraio 1941, un articolo nel quale sosteneva, del tutto falsamente, che tale opera fosse «rimasta per quasi un secolo sepolta nella polvere d'un archivio», che «nessuno la conosceva» e che lo stesso Verdi, dopo la prima esecuzione del 1845, avesse vietato di rappresentarla in quanto (sempre secondo Brust) il compositore era rimasto profondamente insoddisfatto della qualità dell'esecuzione. Smentendo tali affermazioni, Massimo Mila osserva che la Giovanna d'Arco fu in realtà sempre ben nota agli studiosi e che, dopo la prima milanese, in vita di Verdi essa fu allestita in molte altre città fino a tutto il 1865. La stessa prima esecuzione milanese del 1845 aveva lasciato Verdi del tutto soddisfatto riguardo al cast e scontento solo per la scenografia.
L'opera fu rappresentata al San Carlo di Napoli nel 1951, con Renata Tebaldi e Carlo Bergonzi. Nel 1972 ne venne realizzata un'incisione discografica, i cui interpreti principali furono Montserrat Caballé, Plácido Domingo e Sherrill Milnes, con James Levine direttore. Al Teatro La Fenice essa venne allestita nel 1972, con Katia Ricciarelli. Il maestro Riccardo Chailly la diresse a Bologna nel 1986, cantanti Susan Dunn, Vincenzo La Scola e Renato Bruson, con la regia di Werner Herzog.
Il ruolo di Giovanna è stato interpretato da altri cantanti di fama internazionale come June Anderson e Mariella Devia.
Una ripresa dell'opera in tempi moderni è avvenuta, con successo, al Festival della Valle d'Itria di Martina Franca nel luglio 2013 in cui, a vestire i panni dell'eroina francese, è stata Jessica Pratt.
Il 7 dicembre 2015, serata inaugurale della stagione scaligera 2015-2016, Riccardo Chailly ha diretto Giovanna d'Arco (assente alla Scala dal 23 settembre 1865), per la regia di Moshe Leiser e Patrice Caurier. Trasmessa in diretta da Rai 5, è stata vista da 316.000 spettatori. Interpreti Anna Netrebko, Francesco Meli, mentre il baritono Carlos Álvarez, ammalato di bronchite, è stato sostituito da Devid Cecconi.
In concomitanza con la rinascita dell'opera verdiana Giovanna d'Arco, il Centro Studi Piemontesi di Torino ha inteso celebrare la riscoperta del personaggio storico pubblicando nel dicembre 2015 uno studio di Patrizia Deabate sul colossal Giovanna d'Arco (1913) interpretato da Maria Jacobini e diretto da U. M. Del Colle e Nino Oxilia: film che nel 1914, col titolo Joan of Arc, aveva ottenuto negli Stati Uniti un successo paragonabile a quello della coeva produzione torinese Cabiria di Gabriele D'Annunzio e Giovanni Pastrone.

## Critica
In una lettera a Francesco Maria Piave del 16 febbraio 1845, Verdi scrisse che considerava Giovanna d'Arco «la migliore delle [sue] opere senza eccezione e senza dubbio». Tra la moderna critica verdiana l'opera è valutata molto negativamente da Carlo Gatti e da Gabriele Baldini, mentre è elogiata da Alfredo Parente e da Charles Osborne.
Massimo Mila, dandone un giudizio complessivo di condanna, ritiene che le parti migliori siano la prima metà del prologo (fino alla cavatina del tenore esclusa) e tutto il terzo atto. Per Mila «le parti negative sono quelle più tradizionali, là dove, richiedendolo la situazione e il taglio del libretto, Verdi si crede in dovere di pagare un tributo alle usanze teatrali dell'epoca» subordinando il procedere dell'azione drammatica «agli sfoghi melodici di arie, duetti e concertati». L'ouverture è considerata «una delle migliori composizioni orchestrali di Verdi, pur non potendo gareggiare con quelle dei Vespri siciliani e della Forza del destino».

## Trama

### Prologo

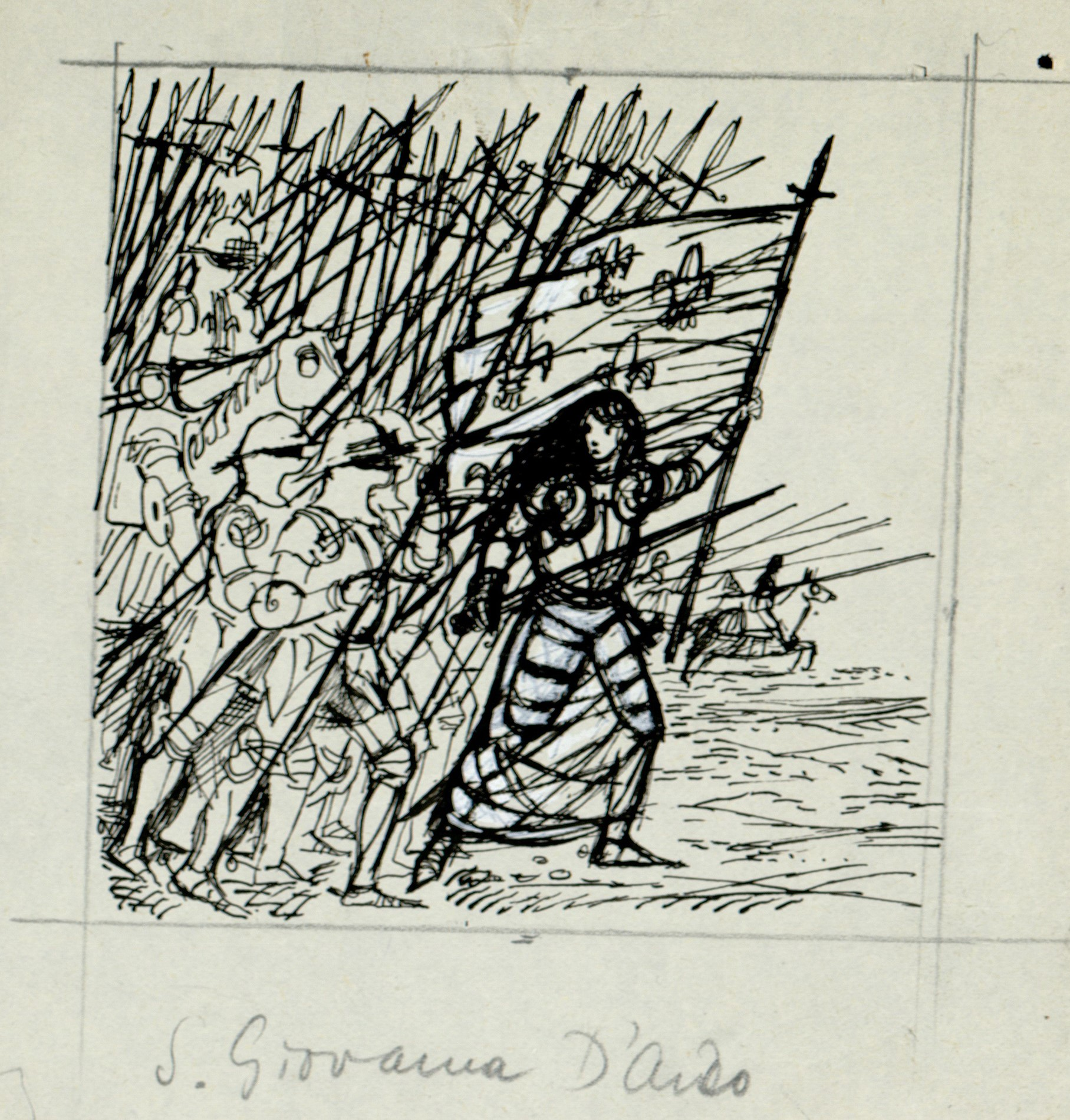
Disegno per copertina di libretto, disegno per Giovanna d'Arco (s.d.). Archivio Storico Ricordi

A Domremy, nel 1429, Carlo VII annuncia che intende lasciare il trono al re d'Inghilterra, ovvero di smettere di combattere, dal momento che nel sogno gli è apparsa la Vergine che gli ha ordinato di deporre le armi e l'elmo nel bosco. Non appena il Re spiega questo sogno, viene informato dell'esistenza di una cappellina dedicata appunto alla vergine e sita nel bosco. Decide così di andarvi e di deporre le armi. Nella foresta vi è un umile ovile, abitazione di Giacomo e Giovanna. Giovanna ritorna dalla Cappellina della Vergine sconfortata per la sua impotenza a combattere e per la Francia che sta, momento dopo momento, per essere sottomessa dagli inglesi. Entra in casa e si addormenta. Durante il sonno viene avvolta da una schiera di spiriti malvagi, i quali la tentano a lasciarsi vincere dalle gioie della gioventù. Subito dopo però, accompagnato dal ritorno in cielo della luna, a Giovanna vengono in visita una schiera di spiriti Eletti, i quali le annunciano che il suo più grande desiderio si sta per avverare: potrà anche lei finalmente combattere, ma non dovrà accogliere in cuore alcun affetto profano. Giovanna si sveglia di soppiatto e si dirige frettolosamente verso la cappella della Vergine; lì vi trova un elmo e delle armi, ma anche il Re che le aveva poco prima deposte. A questo punto Giovanna si barda a guerra e s'annuncia al re come colei che libererà la Francia. Intanto, Giacomo da una finestra di casa vede la scena e pensa che il Re con l'aiuto del demonio sia riuscito a conquistare la figlia; mentre Giovanna lascia il suo ovile, Carlo comincia ad innamorarsi.

### Atto I
Scena I

Luogo rupestre presso Reims

I soldati inglesi piangono la sconfitta giunta dopo tante vittorie ed assieme al loro comandante Talbot discutono la via di fuga. Improvvisamente, appare Giacomo, il quale promette ai nemici di suggerire la causa delle loro sconfitte.

Scena II

Nel giardino della reggia di Reims, Giovanna esce dalla stanza dove è in corso la festa per la vittoria in cerca di una boccata d'aria. Qui essa decide di ritornare alla propria abitazione nella foresta. Improvvisamente è raggiunta da Carlo, il quale le confessa il suo amore, «puro e spirituale», Giovanna inizialmente rifiuta, ma poco dopo ammette di ricambiare l'amore di Carlo. Non appena questo accade, Giovanna è investita da una sorta di delirio: gli spiriti celesti le ricordano la rinuncia ad ogni amore profano che lei stessa aveva offerto a prezzo di vestire l'armatura. Arrivano nel giardino i servi che festanti chiamano il re da incoronare e Giovanna da onorare nella cattedrale. Carlo prega per Giovanna, la quale viene inondata da una schiera di spiriti malvagi che esultano per la vittoria contro l'anima della donna guerriera.

### Atto II
Piazza di Reims, a sinistra la cattedrale di S. Dionigi

La folla inneggia alla vergine guerriera. Arriva intanto la processione composta da Ufficiali del Re, Grandi del regno, Araldi, paggi, fanciulle, Marescialli, Deputati, Cavalieri e Dame, Magistrati, Alabardieri e Guardie d'onore alla fine della quale vi sono Carlo e Giovanna i quali entrano nella chiesa. Nelle vicinanze c'è Giacomo che ricorda il suo dramma di padre tradito. Carlo ormai incoronato re esce dalla chiesa e annuncia che questa verrà dedicata a Giovanna. Improvvisamente avanza Giacomo, che accusa la figlia dinnanzi a tutti di rapporti con il demonio. Giovanna, sapendo che era venuta meno alla rinuncia dell'amore terreno, non sa come discolparsi: maledetta da tutti (tranne che dal Re) la fanciulla si getta nelle braccia del padre il quale la purificherà con il rogo.

### Atto III
Giovanna è imprigionata in una rocca inglese, dalla sua cella ode i suoni della battaglia che è ancora in corso e immagina il re circondato dalle truppe nemiche. Entra Giacomo, al quale Giovanna rivolge una preghiera: chiede che le sue catene siano spezzate e confessa di aver amato per un istante solo Carlo ma di essere sempre stata fedele a Dio. Giacomo, una volta compresa la purezza della figlia, le infrange le catene e la invia a combattere contro gli inglesi, Giovanna esce precipitosamente dalla rocca e si inoltra nella battaglia. Arrampicato sulla vetta della torre Giacomo osserva la figlia che combatte a fianco del re e scaccia gli inglesi. I francesi hanno vinto ed il re entra festante nella rocca perdonando il vecchio pentito. Delil, però, annuncia che Giovanna durante la battaglia è morta, Carlo profondamente costernato, vaneggia. Vede avanzare lentamente la salma della cara ormai defunta trasportata da un corteo. D'improvviso, quasi miracolosamente, Giovanna si alza riconosce il re e il padre e chiede la sua bandiera. Afferratala, vede aprirsi il cielo e discendere la Vergine Maria, essa trasfigura e muore, compianta da tutti ed accolta dagli spiriti eletti.

## Numeri musicali
- Sinfonia

### Prologo
- 1 Introduzione
  - Coro Qual v'ha speme? (Borghigiani, Ufficiali, Uomini, Donne) Scena I
- 2 Scena e Cavatina di Carlo
  - Scena Il re! - Nel suo bel volto (Delil, Borghigiani, Ufficiali, Carlo) Scena II
  - Cavatina Sotto una quercia parvemi (Carlo, Coro) Scena II
  - Racconto Allor che i flebili (Borghigiani, Carlo) Scena II
  - Cabaletta Pondo è letal, martiro (Carlo, Coro) Scena II
- 3 Scena di Giacomo
  - Scena Gelo, terror m'invade! (Giacomo) Scena III
- 4 Scena e Cavatina di Giovanna
  - Scena Oh, ben s'addice questo (Giovanna) Scena IV
  - Cavatina Sempre all'alba ed alla sera (Giovanna) Scena IV
- 5 Finale del Prologo
  - Scena Paventi, Carlo, tu forse? (Carlo) Scena V
  - Coro Tu sei bella (Spiriti malvagi) Scena V
  - Coro Sorgi! I Celesti accolsero (Spiriti eletti) Scena V
  - Scena Pronta sono! (Giovanna, Carlo) Scena V
  - Cabaletta Son guerriera che a gloria t'invita... (Giovanna, Carlo) Scena V
  - Terzettino A te, pietosa Vergine (Giovanna, Carlo, Giacomo) Scena VI
  - Stretta del Finale Or sia patria il mio solo pensiero... (Giovanna, Carlo, Giacomo) Scena VI

### Atto I
- 6 Introduzione
  - Coro Ai lari!... Alla patria! (Coro di Soldati, Talbot) Scena I
- 7 Scena e Aria di Giacomo
  - Scena Questa rea che vi percuote (Giacomo, Talbot, Coro) Scena II
  - Aria Franco son io, ma in core (Giacomo, Coro) Scena II
  - Tempo di mezzo Vien!... di guerra in forte luogo (Talbot, Coro, Giacomo) Scena II
  - Cabaletta So che per via di triboli (Giacomo, Talbot, Coro) Scena II
- 8 Romanza di Giovanna
  - Scena Qui! qui!... dove più s'apre (Giovanna) Scena III
  - Romanza O fatidica foresta (Giovanna) Scena III
- 9 Duetto e Finale I
  - Scena Ho risolto... - E in tai momenti (Giovanna, Carlo) Scena III-IV
  - Duetto Dunque, o cruda, e gloria e trono (Carlo, Giovanna, Coro di Voci eteree) Scena IV
  - Finale I Le vie traboccano (Ufficiali, Delil, Giovanna, Carlo) Scena V-VI
  - Coro finale Vittoria, vittoria!... plaudiamo a Satàna (Spiriti malvagi) Scena VI

### Atto II
- 10 Marcia
  - Marcia trionfale Dal cielo a noi chi viene (Coro) Scena I
- 11 Scena e Romanza di Giacomo
  - Scena Ecco il luogo e il momento! (Giacomo) Scena II
  - Romanza Speme al vecchio era una figlia... (Giacomo) Scena II
- 12 Finale II
  - Coro Te, Dio, lodiam, te confessar n'è vanto (Coro) Scena II
  - Scena Compiuto è il rito! (Giacomo, Carlo, Giovanna, Coro) Scena II-III
  - Terzetto Comparire il ciel m'ha stretto (Giacomo) Scena III
  - Seguito del Finale No! forme d'angelo (Carlo, Giacomo, Giovanna, Coro) Scena III
  - Stretta del Finale Ti discolpa!  (Carlo, Giacomo, Giovanna, Coro) Scena III

### Atto III
- 13 Scena e Duetto di Giovanna e Giacomo
  - Scena I Franchi! I Franchi! (Coro, Giovanna, Giacomo) Scena I-II
  - Duetto Amai, ma un solo istante (Giovanna, Giacomo) Scena II
  - Tempo di mezzo Tu che all'eletto Sàulo (Giovanna, Giacomo) Scena II
  - Cabaletta Or dal padre benedetta (Giovanna, Giacomo) Scena II
  - Battaglia Giovanna, Giacomo (Giacomo, Coro) Scena III-IV
- 14 Scena e Romanza di Carlo
  - Scena Di novel prodigio (Carlo, Giacomo, Delil) Scena IV-V
  - Romanza Quale più fido amico (Carlo) Scena V
- 15 Finale ultimo
  - Marcia funebre Un suon funereo d'intorno spandesi (Coro, Carlo, Giacomo) Scena V-VI
  - Scena Che mai fu? dove son? (Giovanna, Carlo, Giacomo) Scena VI
  - Finale S'apre il cielo... Discende la Pia (Giovanna, Carlo, Giacomo, Coro, Spiriti malvagi, Spiriti eletti) Scena VI

## Brani più significativi
- Sinfonia;
- Sotto una quercia parvemi...Pondo è letal, martiro, cavatina e cabaletta di Carlo (atto I);
- Sempre all'alba ed alla sera, cavatina di Giovanna (atto I);
- Son guerriera che a gloria t'invita, trio di Giovanna, Carlo e Giacomo (atto I);
- O fatidica foresta, romanza di Giovanna (atto II);
- Vieni al tempio e ti consola, duetto di Giovanna e Carlo (atto II);
- Amai, ma un solo istante, duetto di Giovanna e Giacomo (atto III).

## Incisioni discografiche
| Anno | Cast (Giovanna, Carlo, Giacomo)                      | Direttore         | Etichetta           |
| ---- | ---------------------------------------------------- | ----------------- | ------------------- |
| 1951 | Renata Tebaldi, Carlo Bergonzi, Rolando Panerai      | Alfredo Simonetto | Pantheon            |
|      | Renata Tebaldi, Gino Penno, Ugo Savarese             | Gabriele Santini  | Legato Classics     |
| 1972 | Montserrat Caballé, Plácido Domingo, Sherrill Milnes | James Levine      | EMI                 |
|      | Katia Ricciarelli, Flaviano Labò, Mario Zanasi       | Carlo Franci      | Foyer               |
| 2013 | Anna Netrebko, Francesco Meli, Plácido Domingo       | Paolo Carignani   | Deutsche Grammophon |
| 2013 | Jessica Pratt, Jean-François Borras, Julian Kim      | Riccardo Frizza   | Dynamic             |

## Videografia
| Anno | Cast (Giovanna, Carlo, Giacomo)                 | Direttore        | Etichetta       |
| ---- | ----------------------------------------------- | ---------------- | --------------- |
| 1989 | Susan Dunn, Vincenzo La Scola, Renato Bruson    | Riccardo Chailly | Kultur          |
| 2008 | Svetla Vassileva, Evan Bowers, Renato Bruson    | Bruno Bartoletti | Unitel Classica |
| 2013 | Jessica Pratt, Jean-François Borras, Julian Kim | Riccardo Frizza  | Dynamic         |
| 2016 | Vittoria Yeo, Luciano Ganci, Vittorio Vitelli   | Ramon Tebar      | Major           |